# 198 (szám)
A 198 (százkilencvennyolc) a 197 és 199 között található természetes szám.
A 198 Harshad-szám, mert osztható a tízes számrendszerben vett számjegyeinek összegével.